# William Turner Dannat
Pour les articles homonymes, voir William Turner et Turner.
William Turner Dannat, né à New York (Hempstead) le 9 juillet 1853 et mort à Monte-Carlo le 12 mars 1929, est un peintre américain. 

## Biographie
Cadet de deux garçons élevés par William H. et Susan (née Jones) Dannat, William Turner  est le fils d'un marchand de bois qui, avec Charles E. Pell, est le fondateur de la société Dannat and Pell. Plus tard, son frère aîné, David, succède à leur père. 
Vers l'âge de 12 ans, William Dannat est envoyé en Allemagne par ses parents pour y suivre des études. Il se dirige vers l'architecture et étudie à Hanovre et à Stuttgart avant de choisir de devenir artiste. Il suit alors des cours d'art à l'Académie royale des beaux-arts de Munich, puis est élève de Mihály Munkácsy et de Carolus-Duran à Paris. Il se fait alors connaître comme dessinateur et portraitiste et attire l'attention avec des croquis et des tableaux réalisés en Espagne. 
Dannat s’installe alors à Paris en 1879 où il enseigne à l’Académie Julian. 
Avec son tableau Un Contrebandier Aragonnais, il obtient en 1883 une médaille de 3e classe au Salon des artistes français, avec  le Quatuor espagnol, exposée au Metropolitan Museum of Art de New York, il obtient un important succès au Salon des artistes français de 1884, avec La Femme Rouge il constitue une des merveilles de l'exposition de 1889 et est placé en hors concours à l'Exposition universelle de 1900. Pour son portrait de la Grande-Duchesse P. de Mecklembourg présenté à l'exposition du Parc de Bagatelle, l'ambassadeur du roi Victor Emmanuel III lui remet la plaque de grand officier de la Couronne d'Italie. 
En 1890, Dannat devient membre de la Société Nationale des Beaux-Arts. En 1897, il préside la Société des Peintres Américains de Paris. 
Pendant près de vingt ans, Dannat cesse de peindre pour se consacrer à l’escrime, à la boxe puis à la course automobile et reprend ses activités de peintre vers 1913. Son art prend alors une tournure plus surréaliste composé de paysages illusoires et de thèmes étranges.
Il meurt en 1929 à l'âge de 75 ans à Monte-Carlo.

## Galerie

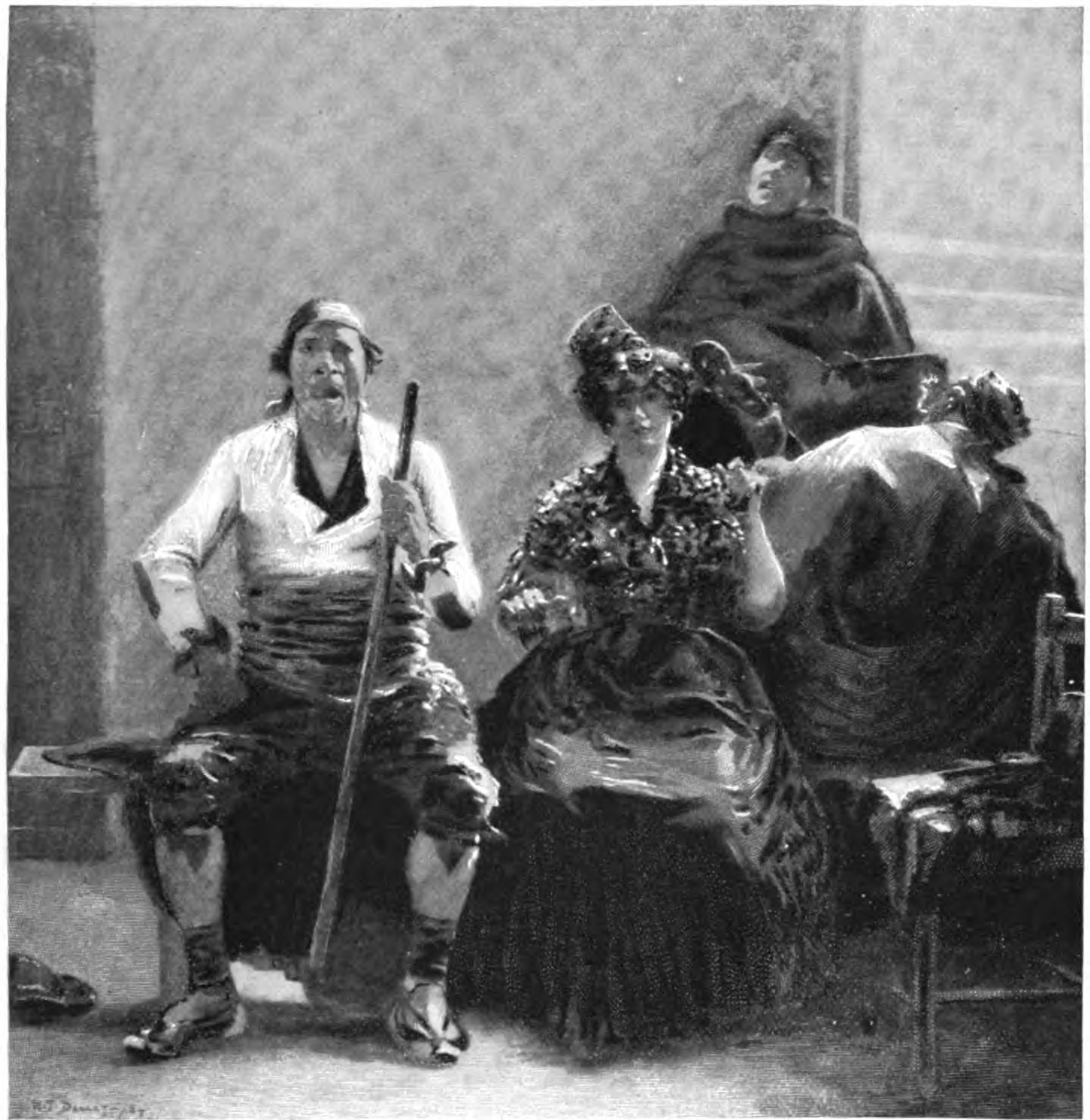
Quatuor Espagnol, 1884.
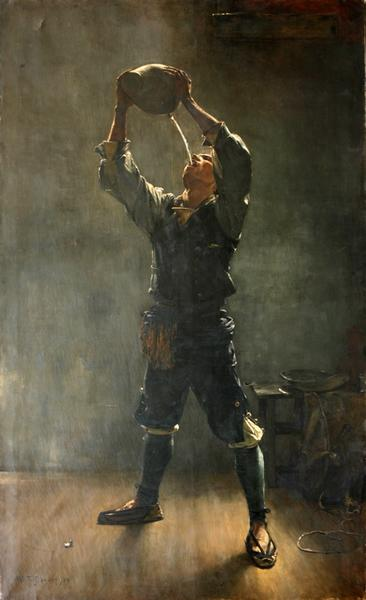
Contrebandier Aragonais, vers 1883.
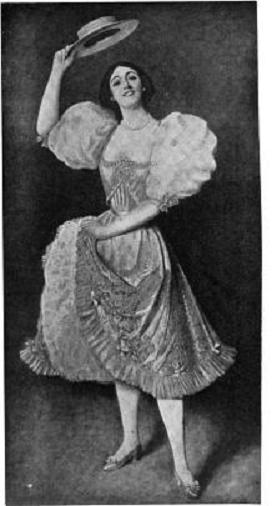
A Dancer, vers 1890.
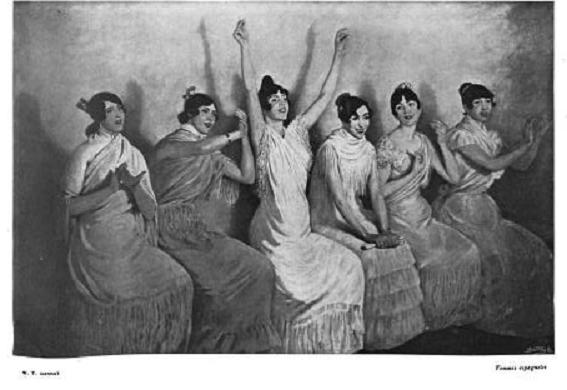
Femmes Espagnoles, vers 1892.